# NGC 3452
NGC 3452 (również PGC 32742) – galaktyka spiralna (Sa), znajdująca się w gwiazdozbiorze Pucharu. Odkrył ją Andrew Common w 1880 roku.